# Blabia banga
Blabia banga là một loài bọ cánh cứng trong họ Cerambycidae.